# Muradjan Khalmuratov
Muradian Khalmuratov (11 de junio de 1982) es un ciclista uzbeko. 

## Palmarés
| 2007 - 2.º en el Campeonato de Uzbekistán en Ruta - 3.º en el Campeonato de Uzbekistán Contrarreloj 2008 - 3.º en el Campeonato de Uzbekistán Contrarreloj 2009 - 2.º en el Campeonato de Uzbekistán Contrarreloj 2010 - 2.º en el Campeonato de Uzbekistán Contrarreloj 2011 - Campeonato de Uzbekistán Contrarreloj - 2.º en el Campeonato Asiático en Ruta - Tour de China 2012 - Campeonato de Uzbekistán Contrarreloj - 1 etapa del Tour de Tailandia 2013 - Campeonato Asiático en Ruta - Campeonato Asiático Contrarreloj - Campeonato de Uzbekistán en Ruta - Campeonato de Uzbekistán Contrarreloj 2014 - Campeonato de Uzbekistán Contrarreloj 2015 - Campeonato de Uzbekistán Contrarreloj | 2016 - Campeonato de Uzbekistán Contrarreloj - 2.º en el Campeonato de Uzbekistán en Ruta 2017 - Campeonato de Uzbekistán Contrarreloj - 2.º en el Campeonato de Uzbekistán en Ruta 2018 - 2.º en los Juegos Asiáticos Contrarreloj - Campeonato de Uzbekistán Contrarreloj 2019 - Campeonato de Uzbekistán en Ruta - Campeonato de Uzbekistán Contrarreloj 2020 - Campeonato de Uzbekistán Contrarreloj - Campeonato de Uzbekistán en Ruta 2021 - Campeonato de Uzbekistán Contrarreloj 2022 - 3.º en el Campeonato Asiático Contrarreloj 2023 - 2.º en el Campeonato de Uzbekistán Contrarreloj - 1 etapa del Tour de Yigido 2025 - 3.º en el Campeonato de Uzbekistán Contrarreloj |